# Остров Возрождения
О́стров Возрожде́ния — бывший остров (в 2001—2009, в 2010—2014 и с 2015 года — полуостров) в юго-западной части Аральского моря. Территория бывшего острова после распада СССР разделена между двумя государствами: южная часть принадлежит Узбекистану (Муйнакский район Республики Каракалпакстан), северная часть бывшего острова входит в Казахстан (Аральский район Кызылординской области и Актюбинская область).
В 2008 году на узбекистанской части полуострова проведены геологоразведочные работы (поиск нефтегазовых месторождений). Подрядчик — компания «ПетроАльянс», заказчик — правительство Узбекистана.
Аральское море мелеет, а остров увеличивается в размерах. Более того, остров Возрождения со стороны Узбекистана в 2001 году соединился по мелководью с материком, и его уже можно было называть полуостровом. В засушливые годы (например, 2014) Восточный Арал полностью высыхает, соответственно, полностью стирается восточная граница Возрождения, и бывший остров оказывается частью Аралкума.

## История острова
Остров, как и соседние, образовался в конце XVI — начале XVII века после снижения уровня Аральского моря в этот период. Остров был открыт в 1848 году экспедицией лейтенанта Алексея Бутакова и получил тогда название «Остров имени Царя Николая I». Рядом располагались остров Константин и остров Наследник. Весь архипелаг получил название Царские острова.
В советское время был переименован в остров Возрождения.
Остров был идеально удобным для рыболовства и охоты. На заросшей кустарником территории площадью 216 км² паслись огромные стада сайгаков (степных антилоп), две бухты изобиловали рыбой и водоплавающей дичью.
Таким раем этот клочок земли оставался ровно сто лет, до конца 1948 года, когда в связи со строительством военного биохимического полигона гражданское население было выселено с острова. С того времени остров стал недоступен для промысловиков-охотников и рыболовов. Лишь во время сильнейших штормов, которые были очень часты и погубили немало мореплавателей, рыбакам разрешалось пережидать непогоду в одной из бухт.
В 1924—1926 годах на острове Возрождения находился Краевой изолятор специального назначения. Население сократилось до нескольких семей. В конце 1948 года был закрыт находящийся на острове рыбозавод, а на его месте обосновалась воинская часть.
Остров, площадь которого на начало 1960-х годов составляла около 216 км², по мере снижения уровня Аральского моря сначала резко увеличился, поглотив близлежащие острова Константин и Комсомольский и удалённый, но тоже сильно увеличившийся остров Лазарева. Затем превратился в полуостров; а в 2009 году полностью слился с материком.

## Биохимический полигон «Бархан»
С 1942 по 1992 год на острове действовал военный биохимический полигон с условным наименованием «Бархан». Официальное название: 52-я полевая научно-исследовательская лаборатория (ПНИЛ-52) — войсковая часть 04061 (до Великой Отечественной войны лаборатория располагалась вблизи города Осташков Тверской области на острове Городомля озера Селигер; в 1941 году была эвакуирована в Киров, затем перебазирована в Саратов, а в 1942 году — на остров Возрождения).
К концу 1949 года на острове была оборудована взлётно-посадочная полоса, позволяющая принимать военно-транспортные самолеты. В нескольких километрах от нее вырос поселок Кантубек, состоящий из двух- и трёхэтажных казарм и жилых домов для семей младшего научного персонала и личного состава воинской части так называемых химических войск. В центре населённого пункта располагалось здание штаба. На окраине располагались парки специальной военной и автомобильной техники. В нескольких километрах от поселка был построен так называемый лабораторный корпус. Вокруг несколько сооружений барачного типа. Рядом полигон и еще одна мощная электростанция.
На острове в течение пятидесяти лет проводились испытания микробиологического (бактериологического) оружия на подопытных животных (собаки, обезьяны, крысы, лошади, овцы). Образцы препаратов для биологических испытаний поставлялись на остров из всех военных биохимических лабораторий СССР (Степногорск, Киров, Свердловск-19, Омутнинск, Загорск, Оболенск).
Территориально полигон «Бархан» располагался на узбекистанской части острова (Муйнакский район Республики Каракалпакстан), однако фактически его эксплуатация осуществлялась с казахстанской стороны. В городе Аральске Кызыл-Ординской области рядом с железнодорожной станцией Аральское море находился военный городок Аральск-5 («Урал»), где помимо жилых домов для военнослужащих и их семей, размещался полк обслуживания полигона (войсковая часть 25484), включавший в себя автобатальон, роты охраны и эксплуатации городка Аральск-5.
На острове Возрождения располагались:
- Закрытый город Аральск-7 (Кантубек) 45°09′00″ с. ш. 59°19′48″ в. д.HGЯO — административно-жилая зона полигона, где проживало 1,5 тысячи человек (сотрудники полигона с семьями, а также около 800 военнослужащих срочной службы).[2]
- «Лабораторный корпус» (в 3 км юго-западнее Кантубека) — комплекс зданий и сооружений для подготовки и проведения испытаний в лабораторных условиях.
- Военный аэродром (построенный в 3 км западнее города Кантубек в начале 1960-х годов), состоящий из четырёх ВПП (первоначально грунтовых) в виде розы ветров. В 1980-х годах ВПП аэродрома были оборудованы покрытием из бетонных плит.[3]
- Площадки для полевых испытаний в южной половине острова.

В 1971 году на острове Возрождения были проведены испытания новой боевой рецептуры на основе вируса натуральной оспы, при этом аэрозольное облако накрыло исследовательское судно в 15 км от места подрыва и заразилась лаборантка, находившаяся на палубе этого судна. После возвращения в Аральск она стала источником заражения ряда местных жителей, из них 3 человека умерли.
Весной 1988 года в разгар перестройки в Вашингтон поступили разведданные о том, что СССР вопреки Конвенции о биологическом оружии производит Антракс-836, являющийся боевым агентом, вызывающим сибирскую язву. По данным New York Times тонны антракса, накопленного в СССР, необходимо было уничтожить во избежание крупного международного скандала. С соблюдением особой секретности специалисты военного предприятия под Свердловском погрузили возбудитель сибирской язвы в специальные емкости из нержавеющей стали и залили их хлорной известью. Затем груз был размещен в двадцати четырёх вагонах и, проделав путь через российскую и казахстанскую территории, перевезен до Аральска. В результате контейнеры были захоронены в одиннадцати могильниках на Острове Возрождения.
В 1992 году президентом РФ Борисом Ельциным был издан указ о закрытии полигона. В октябре-ноябре 1992 года воинский контингент (вместе с семьями) был передислоцирован в Россию (в Киров), биолаборатория демонтирована, документация и часть оборудования вывезены, остальное было брошено на острове.
В 1995 году американские военные бактериологи и ученые по приглашению Узбекистана и Казахстана побывали на острове и взяли пробы из шести могильников. По результатам исследования выяснилось, что споры Bacillus anthracis, несмотря на мощную дезинфекцию, полностью не погибли и были опасны. Позже специалисты из США посещали остров в 1997 и 1999 годах с целью установить, работают ли американские вакцины против советских боевых агентов. Испытания, проведенные американскими военными в лабораториях, показали, что американская вакцина против сибирской язвы является эффективной против этого штамма, по крайней мере, найденного на острове.
В 2002 году остров снова посещала группа экспертов Пентагона, а также многочисленные научные экспедиции.

## Галерея
- Соединение острова Возрождения с берегом, 2000—2001 г.
- Падение уровня Аральского моря с 1960 по 2010 г.

## В культуре
- Остров Возрождения упоминается в книге «Пожарный» Джо Хилла.
- В Call of Duty: Black Ops появляется в миссии Возрождение.
- В Call of Duty: Warzone появляется в сетевой игре в режиме Возрождение.
- В World of Tanks существует локация «Затерянный город», вдохновлённая городом Кантубек на острове Возрождения.